# Зимова, Юлия Константиновна
Юлия Константиновна Зимова (род. 7 октября 1987, Москва, СССР) — российский государственный деятель, создатель ряда крупных благотворительных проектов. Лауреат Государственной премии РФ в области благотворительной деятельности (2023). Награждена знаком отличия «За благодеяние» (2020).

## Биография
В 2009 году окончила Российский государственный гуманитарный университет (менеджер в сфере государственного и муниципального управления).
В 2016‒2018 гг. ею разработан и проведён Всероссийский мониторинг организаций для детей-сирот на соответствие критериям Постановления Правительства Российской Федерации, направленного на реформирование системы детских домов.
С 2018 года входит в состав Координационного совета при Правительстве РФ по проведению в Российской Федерации Десятилетия детства.
После начала вторжения России в Украину организовала работу социального блока гуманитарной помощи ОНФ в Ростовской области и на территории оккупированных Луганской и Донецкой областей Украины.
Юлия Зимова непосредственно занималась медицинскими вопросами, помощью семьям с детьми, пожилым и маломобильным гражданам. Обеспечивала медикаментами вынужденных переселенцев в Неклиновском районе, Таганроге, Ростове-на-Дону, организовала эвакуацию маломобильных граждан, снабжение их средствами технической реабилитации.
Юлия Зимова участвовала в организации и сопровождении первого гуманитарного конвоя в Мариуполь 20 марта 2022 года, совместно с партнёрскими благотворительными фондами обеспечила закупку трёх тысяч наборов одежды для жителей Мариуполя.
Обеспечила направление десятков детей для проведения высокотехнологических медицинских операций, включая сбор документов, проведение предварительных обследований, предоставление транспорта и мест проживания для детей и их родителей.
Организовала поступление в вузы и ссузы 51 эвакуированного ребёнка-сироты, выездной осмотр и стоматологическое лечение 350 детей из детских домов ДНР и ЛНР, передачу более 100 колясок молодым родителям.
Усилиями Юлии Зимовой на территорию ДНР и ЛНР поставлены и введены в эксплуатацию два крупных мобильных медицинских комплекса, сформированы бригады врачей. В рамках работы передвижных комплексов был проведён медицинский осмотр более 3500 детей.